# Frontier League
La Frontier League è una lega di baseball della Minor League di livello Single-A con squadre negli Stati Uniti d'America nord-orientali e del Stati Uniti d'America medio-occidentali e nel Canada orientale. La lega ha sede a Sauget, Illinois. La Lega è stata fondata nel 1993 come Lega di baseball indipendente. Nel 2020, la Frontier League è diventata una Single-A Minor League Baseball.
La lega ha un accordo di partnership con la California Winter League per lo sviluppo dei giocatori.

## Struttura e Storia
Le squadre della Frontier League devono reclutare e ingaggiare i propri giocatori, che di solito sono giocatori universitari non selezionati o potenziali clienti occasionali che sono stati rilasciati dalle loro squadre.
Le regole della Frontier League limitano le squadre a tre "veterani" (giocatori di età superiore a 29 anni a partire dal 1 ottobre), mentre un minimo di dieci dei 24 giocatori devono essere esordienti.
In genere, le squadre giocano una stagione regolare di 96 partite da maggio a settembre.
La paga nella Frontier League è minima. Per la stagione 2020, ogni squadra aveva un tetto salariale di $ 135.000 e gli stipendi dei giocatori andavano da un minimo di $ 1.160 fino a $ 2.000 al mese. I veterani potrebbero guadagnare fino a $ 3.000 al mese e il giocatore più pagato di ogni squadra potrebbe guadagnare fino a $ 4.500 al mese con solo un terzo dello stipendio che conta per il limite.
A causa della bassa retribuzione, i giocatori in genere vivono con famiglie ospitanti e ricevono i soldi per i pasti durante la stagione.
I primi campioni della lega furono gli Zanesville Greys. Otto squadre hanno vinto più di un campionato: Springfield nel 1996 e nel 1998; Johnstown nel 1995 (come Steal) e nel 2000 (come Johnnies), Richmond Roosters nel 2001 e 2002, Windy City nel 2007 e 2008, Joliet Slammers nel 2011 e 2018 e Evansville Otters nel 2006 e 2016. Con quattro titoli, gli Schaumburg Boomers hanno vinto il maggior numero di campionati.
Il 20 giugno 2000, Brian Tollberg ha debuttato con i San Diego Padres, diventando il primo giocatore della Frontier League a raggiungere i Majors. Una settimana dopo, Morgan Burkhart ha fatto il suo debutto con i Boston Red Sox.
Sebbene il campionato non abbia squadre situate nella stessa città delle squadre della Major League, ha comunque squadre situate all'interno dei mercati delle squadre della Major League. L'area di Chicago ha tre squadre (Joliet Slammers, Schaumburg Boomers e Windy City ThunderBolts), così come l'area di New York (New Jersey Jackals, Sussex County Miners e New York Boulders) e St. Louis (Gateway Grizzlies), Cleveland (Lake Erie Crushers), Cincinnati (Florence Y'alls) e Pittsburgh (Washington Wild Things) ne hanno uno ciascuno. I Wild Things, in particolare, sono stati in grado di presentarsi come un'alternativa di successo ai Pittsburgh Pirates a causa del lungo periodo di stagioni perdenti di quest'ultimo franchise, che è durato dalla fondazione della Frontier League nel 1993 fino al 2013, quando i Pirates hanno chiuso con un record di 94-68.
Il 16 ottobre 2019, è stato annunciato che la Frontier League si sarebbe fusa con la Can-Am League, assorbendo cinque delle sue squadre per formare una liga minore di baseball di livello A. Ciò ha aggiunto alla lega i New Jersey Jackals, i New York Boulders, i Québec Capitales, i Sussex County Miners e i Trois-Rivières Aigles; gli Ottawa Champions, l'ultima squadra rimasta della Can-Am League, non sono stati invitati a partecipare. Le divisioni furono ribattezzate, con le squadre più orientali che giocavano nella divisione Can-Am e le più occidentali nella divisione Midwestern.
Per la stagione 2021, la Frontier League ha annunciato che avrebbe aggiunto due nuove squadre. Il primo annuncio è arrivato nello stesso periodo dell'annuncio della partnership con la Major League Baseball, poiché a Ottawa è stata concessa una franchigia di espansione nella lega. La squadra, scelta dai fan in un concorso, è stata chiamata Titans e giocherà all'Ottawa Stadium. Quindi, l'8 gennaio 2021, dopo la riorganizzazione della Minor League Baseball, la lega ha aggiunto i Tri-City ValleyCats, che erano una delle numerose squadre rimaste orfane o sciolte quando la New York-Penn League è stata chiusa. I Titans e i ValleyCats si unirono alle cinque ex squadre della Can-Am League e Washington nella Can-Am Division; anche alle divisioni a sette squadre, il lago Erie è stato spostato nella divisione del Midwest.
Nell'aprile 2021, la lega ha annunciato che Québec Capitales, Trois-Rivières Aigles e Ottawa Titans non avrebbero gareggiato nella stagione 2021 a causa della chiusura prolungata del Confine tra il Canada e gli Stati Uniti d'America a causa dell'attuale COVID-19 pandemia. I Titans, gli Aigles e i Capitales in seguito unirono le forze per formare una nuova squadra che gareggiò come membro della Atlantic Division. Conosciuti come Équipe Québec, hanno iniziato la stagione come squadra itinerante e, a partire dal 30 luglio 2021, hanno iniziato a condividere le partite casalinghe tra Québec City e Trois-Rivières a seguito di un allentamento delle restrizioni ai confini. 10 partite sono state giocate a Québec Citta e 11 a Trois-Rivières. Non hanno giocato a Ottawa a causa delle restrizioni COVID-19 in Ontario.
Il 6 ottobre 2021, i proprietari dei Southern Illinois Miners, Jayne e John Simmons, hanno annunciato che si sarebbero ritirati dal baseball professionistico per trascorrere più tempo con la famiglia e che i Miners avrebbero cessato le operazioni e abbandonato la Frontier League. Di conseguenza, la lega ha formato gli Empire State Greys, per competere come squadra itinerante con un elenco di giocatori dell'Empire Professional Baseball League.
Il 24 febbraio 2022, la Frontier League ha annunciato che tutti i giochi per la stagione 2022 sarebbero stati disponibili attraverso la piattaforma di streaming FloSports.

## Squadre
| Frontier League | Frontier League         | Frontier League | Frontier League | Frontier League          | Frontier League            | Frontier League | Frontier League |
| Divisione       | Squadra                 | Fondata         | Unito           | Città                    | Stadio                     | Capacità        |                 |
| --------------- | ----------------------- | --------------- | --------------- | ------------------------ | -------------------------- | --------------- | --------------- |
| Est             | New England Knockouts   | 2024            | 2024            | Brockton, Massachusetts  | Campanelli Stadium         | 4.750           |                 |
| Est             | New Jersey Jackals      | 1998            | 2020            | Paterson, New Jersey     | Hinchliffe Stadium         | 7.500           |                 |
| Est             | New York Boulders       | 2011            | 2020            | Pomona, New York         | Clover Stadium             | 9.362           |                 |
| Est             | Ottawa Titans           | 2020            | 2020            | Ottawa, Ontario          | Ottawa Stadium             | 10.332          |                 |
| Est             | Québec Capitales        | 1999            | 2020            | Québec, Québec           | Stade Canac                | 4.300           |                 |
| Est             | Sussex County Miners    | 2015            | 2020            | Augusta, New Jersey      | Skylands Stadium           | 4.500           |                 |
| Est             | Tri-City ValleyCats     | 2002            | 2021            | Troy, New York           | Joseph L. Bruno Stadium    | 4.500           |                 |
| Est             | Trois-Rivières Aigles   | 2012            | 2020            | Trois-Rivières, Québec   | Stade Quillorama           | 4.000           |                 |
| Ovest           | Evansville Otters       | 1995            | 1995            | Evansville, Indiana      | Bosse Field                | 5.181           |                 |
| Ovest           | Florence Y'alls         | 2003            | 2003            | Florence, Kentucky       | Thomas More Stadium        | 4.500           |                 |
| Ovest           | Gateway Grizzlies       | 2001            | 2001            | Sauget, Illinois         | GCS Credit Union Ballpark  | 6.000           |                 |
| Ovest           | Joliet Slammers         | 2011            | 2011            | Joliet, Illinois         | Duly Health and Care Field | 6.016           |                 |
| Ovest           | Lake Erie Crushers      | 2009            | 2009            | Avon, Ohio               | Mercy Health Stadium       | 5.000           |                 |
| Ovest           | Schaumburg Boomers      | 2012            | 2012            | Schaumburg, Illinois     | Wintrust Field             | 7.365           |                 |
| Ovest           | Washington Wild Things  | 2002            | 2002            | Washington, Pennsylvania | Wild Things Park           | 5.200           |                 |
| Ovest           | Windy City ThunderBolts | 1995            | 1999            | Crestwood, Illinois      | Ozinga Field               | 4.200           |                 |

## Squadre in stand-by
- Mid-Missouri Mavericks—stanno costruendo un nuovo stadio.
- Ohio Valley Redcoats—stanno cercando casa.

## Campioni
- 1993 Zanesville Greys
- 1994 Erie Sailors
- 1995 Johnstown Steal
- 1996 Springfield Capitals
- 1997 Canton Crocodiles
- 1998 Springfield Capitals
- 1999 London Werewolves
- 2000 Johnstown Johnnies
- 2001 Richmond Roosters
- 2002 Richmond Roosters
- 2003 Gateway Grizzlies
- 2004 Rockford Riverhawks
- 2005 Kalamazoo Kings
- 2006 Evansville Otters
- 2007 Windy City ThunderBolts
- 2008 Windy City ThunderBolts
- 2009 Lake Erie Crushers
- 2010 River City Rascals
- 2011 Joliet Slammers
- 2012 Southern Illinois Miners
- 2013 Schaumburg Boomers
- 2014 Schaumburg Boomers
- 2015 Traverse City Beach Bums
- 2016 Evansville Otters
- 2017 Schaumburg Boomers
- 2018 Joliet Slammers
- 2019 River City Rascals
- 2020 Stagione annullata per scadenza COVID-19 pandemia
- 2021 Schaumburg Boomers
- 2022 Québec Capitales